# Ботчан, Рон
Роналд Лесли Ботчан (англ. Ronald Leslie Botchan; 15 февраля 1935, Бруклин, Нью-Йорк — 28 января 2021, Калифорния) — профессиональный американский футболист, лайнбекер. Выступал в НФЛ в 1960 и 1961 годах. После завершения карьеры игрока занимался судейством, входил в состав бригады судей на пяти Супербоулах.

## Биография
Рон Ботчан родился 15 февраля 1935 года в Бруклине. Окончил старшую школу Белмонт в Калифорнии, затем учился в Оксидентал-колледже в Лос-Анджелесе. В 1960 и 1961 годах провёл по одному сезону в составах «Лос-Анджелес Чарджерс» и «Хьюстон Ойлерз», сыграл в 28 матчах на позиции лайнбекера. Карьеру игрока завершил из-за травмы.
Позднее работал тренером в городском колледже Лос-Анджелеса. В 1970 году начал судейскую карьеру, работая на матчах конференции Pac-8. В 1980 году перешёл в судейский корпус НФЛ, уже в дебютном сезоне получив назначение на игры плей-офф. В течение 22 лет работал в лиге, обслуживал восемь финалов конференций и пять Супербоулов.
После завершения карьеры занимался подготовкой судей для лиги. В 2019 году получил почётную награду от Ассоциации рефери НФЛ за достижения на поле и поддержку деятельности организации.
Скончался 28 января 2021 года в возрасте 85 лет.